# YouTube-Originalkanal
Ein YouTube-Originalkanal (engl. YouTube Original Channel) war ein YouTube-Kanal, der von YouTube finanziell unterstützt wurde. Ende 2013 wurde das Programm offenbar eingestellt. Zwar hat das Unternehmen YouTube keine offizielle Verlautbarung dieser Art publiziert, allerdings wurden sämtliche Hinweise auf das Programm von den YouTube-Webseiten entfernt.
Die Unterstützung der Originalkanäle konnte dabei direkt an die Inhaber des Kanals oder an die Produktionsfirma ausgezahlt werden. Diese unterstützten und teilweise über das Ende des Programms hinaus weiterbestehenden Kanäle bearbeiteten meist bestimmte Themen wie Comedy, Gesundheit oder Sport. Das erleichterte YouTube das Schalten von Werbung vor den Videos, da die Zuschauer leichter einem Interessenbereich zuzuordnen waren. Mit diesem Projekt wollte YouTube nach eigenen Angaben Marktlücken der Fernsehunterhaltung ausnutzen. Anfang 2013 betrugen die Investitionen seitens Google 100 Millionen Dollar.
Am 22. Oktober 2012 startete mit Ponk der erste Originalkanal in Deutschland. Zeitweise gab es 13 deutsche Originalkanäle (Stand 3. September 2013).

## Originalkanäle in Deutschland
- Boneless
- eNtR berlin
- Happy & Fit
- High5
- HuHa
- Motorvision
- Onkel Berni's Welt
- Ponk
- Shortcuts
- The Survival Guide
- Wahre Stories, Wahre Verbrechen
- What's for (b)eats
- zqnce